# Subcancilla sulcata
Subcancilla sulcata is een slakkensoort uit de familie van de Mitridae. De wetenschappelijke naam van de soort is voor het eerst geldig gepubliceerd in 1825 door Swainson.